# Dockings

Dockings est un album de Michel Portal sorti en 1998 comportant 11 titres.

- Michel Portal : clarinette basse, clarinette soprano (si bémol), saxophone alto, bandonéon
- Joey Baron : batterie
- Steve Swallow : basse électrique
- Markus Stockhausen : trompette
- Bruno Chevillon : contrebasse
- Bojan Zulfikarpašić : piano

## Titres de l'album
- 01. Barouf (6:01)
- 02. Dolphy (6:51)
- 03. Lion's dream (4:28)
- 04. Mutinerie (8:35)
- 05. Next (2:38)
- 06. Solitudes (5:12)
- 07. Embrouille (2:16)
- 08. K.O. (4:32)
- 09. Tourniole (4:22)
- 10. Ida Lupino (5:19) (composition de Carla Bley)
- 11. Illusion in B Flat (1:02)